# Aeroporto Internazionale Coronel FAP Francisco Secada Vignetta
L'Aeroporto Internazionale Coronel FAP Francisco Secada Vignetta (in spagnolo Aeropuerto Internacional Coronel FAP Francisco Secada Vignetta) è uno scalo aereo peruviano che serve la città di Iquitos, capoluogo della regione di Loreto.
Situato a 7 km a sud-ovest del centro di Iquitos, è intitolato ad un aviatore peruviano distintosi durante la guerra tra Colombia e Perù del 1932-1933.